# Acido isanolico
L'acido isanolico è un acido grasso lineare composto da 18 atomi di carbonio, con 2 tripli legami in posizione 9≡10 e 11≡12 , un doppio legame in posizione 17=18 e un ossidrile -OH in posizione 8. Si tratta di uno dei rari acidi poliacetilenici con i tripli legami coniugati.
Fu isolato per la prima volta nel 1937 dai ricercatori A. Steger e J. van Loon nell'olio dei semi dell'albero Ongokea gore o Ongokea klaineana; pianta dell'Africa equatoriale, chiamata nella lingua nativa "boleka" o "isano" , da cui il nome comune di acido isanolico. I semi oleoginosi contengono circa una 60% di lipidi. Essendo di difficile riconoscimento varie analisi hanno rilevato dati non omogemei sulla concentrazione di acido isanolico nell'olio di isano: dal 3% al 44% del totale di acidi grassi.
Può essere rilevato nell'olio di isano assieme altri acidi grassi acetilenici idrossilati, tutti con l'ossidrile in posizione 8: 8-OH-18:2Δ9a,11a; 8-OH-18:2Δ10a,12a, 8-OH-18:3Δ10a,12a,17.
L'alto grado di insaturazione suggerisce che gli oli con un alto tenore di questi acidi grassi acetilenici coniugati siano siccativi; la presenza di acidi grassi idrossilati comporta la possibilità di formare gliceridi atipici, come trigliceridi che contengono più di 3 gruppi acilici.